# Susinos del Páramo
Susinos del Páramo és un municipi de la província de Burgos a la comunitat autònoma de Castella i Lleó. Forma part de la comarca d'Odra-Pisuerga.

## Demografia
| 1991 | 1996 | 2001 | 2004 |
| ---- | ---- | ---- | ---- |
| 62   | 105  | 108  | 115  |